# Temminck-Zwergmaus
Die Temminck-Zwergmaus oder Westafrikanische Zwergmaus (Mus musculoides) ist eine zu den Altweltmäusen (Murinae) gezählte kleine Art der Langschwanzmäuse (Muridae). Die Art lebt in Afrika und kommt in einem schmalen Gürtel südlich der Sahara von Gambia bis Äthiopien vor.

## Merkmale

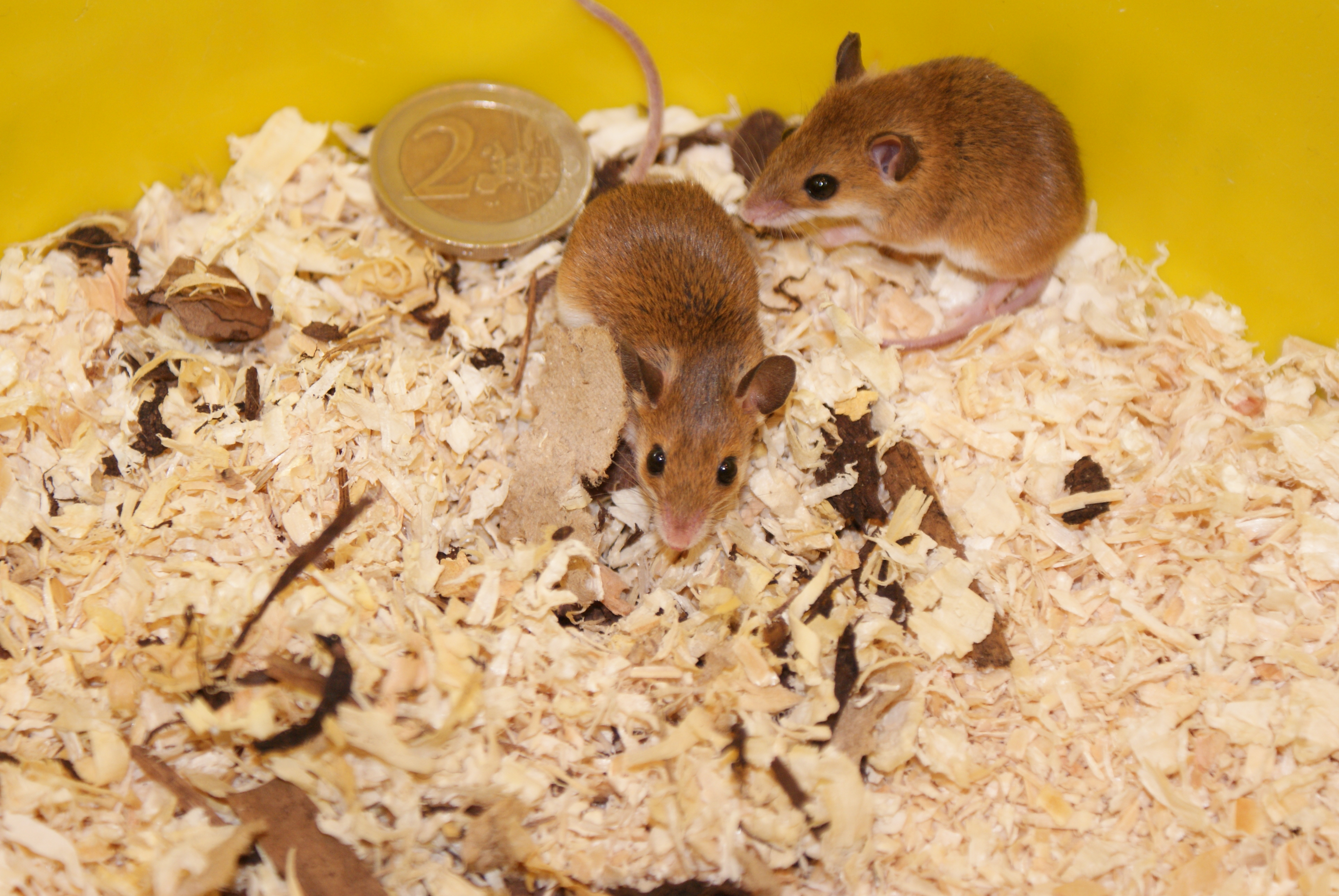
Die Temminck-Zwergmamus im Größenvergleich zu einer 2-Euro-Münze

Der Temminck-Zwergmaus erreicht eine Kopf-Rumpf-Länge von 5,8 bis 7,5 Zentimetern bei einer Schwanzlänge von 4,7 bis 5,3 Zentimetern; das Gewicht beträgt etwa 6 bis 9 Gramm. Die Hinterfußlänge beträgt 12 bis 14 Millimeter, die Ohrlänge 7 bis 10 Millimeter. Damit handelt es sich um eine sehr kleine Art der Nagetiere, und im Vergleich zu anderen Mäusen besitzt sie einen verhältnismäßig kurzen Schwanz. Das Fell ist kurz und glänzend. Die Rückenfärbung ist goldbraun, der Bauch und die Kehle sind weiß. Der Schwanz erreicht eine Länge von etwa 70 % der Kopf-Rumpf-Länge, er ist oberseits blassbraun und unterseits etwas heller. Die Ohren sind klein, hinter den Ohren befinden sich weiße Postaurikularflecken. Die Weibchen besitzen vier Paar Zitzen.
Der Karyotyp besteht aus einem doppelten Chromosomensatz mit 2n=18 bis 19 (FN=36). Auffällig ist eine chromosomale Translokation zwischen dem X-Chromosom und dem Chromosom 7.

## Verbreitung
Die Art lebt in Afrika und kommt in einem schmalen Gürtel südlich der Sahara von Gambia in Westafrika bis in den Westen von Äthiopien in Ostafrika vor. Dabei nimmt man auf der Basis genetischer Untersuchungen an, dass das Verbreitungsgebiet gegenüber früheren Darstellungen deutlich kleiner ist als ursprünglich angenommen. Nach älterer Literatur wird die Verbreitungsgrenze im Osten Afrikas als unklar angesehen, und es werden auch Populationen südlich des aktuell betrachteten Verbreitungsgebietes bis nach Südafrika angenommen.

## Lebensweise
Die Temminck-Zwergmaus lebt im trockenen Savannengrasland und in Waldgebieten im Savannengürtel südlich der Sahara. Dabei nutzt sie trockenere Gebiete als die nahe verwandte Afrikanische Zwergmaus (Mus minutoides), mit der sie in Teilen Westafrikas sympatrisch vorkommt. Die Tiere sind nachtaktiv und leben vor allem am Boden. Sie ernähren sich vor allem von Samen der Gräser und wahrscheinlich auch von anderer pflanzlicher Nahrung und vereinzelt von Insekten.
Die Tiere bauen runde oder tassenartige Nester aus Gras unter geeigneten Baumstämmen oder in anderen Höhlungen. Über die Fortpflanzung und Entwicklung liegen keine Daten vor; früher publizierte Angaben beziehen sich auf Populationen außerhalb des anerkannten Verbreitungsgebietes, etwa aus Nigeria, und sind damit anderen Arten zuzuordnen.
Zu den Fressfeinden der Temminck-Zwergmaus gehören wie bei anderen nachtaktiven Kleinsäugern vor allem Eulen wie die Schleiereule (Asio otus) oder der Fleckenuhu (Bubo africanus).

## Systematik
Die Temminck-Zwergmaus wird als eigenständige Art innerhalb der Gattung der Mäuse (Mus) eingeordnet. Die wissenschaftliche Erstbeschreibung der Art stammt von dem Naturforscher Coenraad Jacob Temminck aus dem Jahr 1853, der sie aus der historischen Region Côte de Guinée beschrieb.  Seit der Erstbeschreibung wurden zahlreiche weitere, heute als Synonyme betrachtete, Arten beschrieben: Mus bella (bzw. Mus bellus), Mus enclavae, Mus gallarum, Mus gondokorae, Mus grata, Mus marica, Mus paulina, Mus petila, Mus soricoides, Mus sungarae, Mus sybilla, Mus vicini und Mus petila.
Die Verwandtschaftsbeziehung mit der Afrikanischen Zwergmaus (Mus minutoides) ist teilweise unklar und wird häufig unterschiedlich dargestellt. Der Mammaloge Francis Petter ordnete 1975 alle Mäuse südlich der Sahara der Afrikanischen Zwergmaus als Unterarten zu und begründete dies mit der fehlenden Unterscheidbarkeit und der großen Variation innerhalb der Arten. Andere Bearbeiter betrachten sie als Synonym zur Afrikanischen Zwergmaus und eine dritte Gruppe betrachtet sie als eigenständige Art. Die eigenständige Art wird durch karyologische und molekularbiologische Untersuchungen unterstützt und entspricht dem aktuellen Diskussionsstand. Nach Wilson & Reeder 2005 wird die Temminck-Zwergmaus gemeinsam mit der Afrikanischen Zwergmaus und weiteren Arten innerhalb der Mäuse der Untergattung Nannomys als Mus (Nannomys) musculoides zugeordnet, und auch auf der Basis der Cytochrom-b-Sequenzen wird sie in den nahen Verwandtschaftskreis der Afrikanischen Zwergmaus (Mus minutoides) eingeordnet.
Innerhalb der Art werden neben der Nominatform keine Unterarten unterschieden.

## Status, Bedrohung und Schutz
Die Temminck-Zwergmaus wird von der International Union for Conservation of Nature and Natural Resources (IUCN) als nicht gefährdet („least concern“) eingeordnet. Begründet wird diese Einordnung mit dem großen Verbreitungsgebiet, dem häufigen Vorkommen und der Anpassungsfähigkeit der Art an Lebensraumveränderungen.

## Belege
1. 1 2 3 4 5 6 7 8 9 10 11  West African Pygmy Mouse. In: Don E. Wilson, T.E. Lacher, Jr., Russell A. Mittermeier (Herausgeber): Handbook of the Mammals of the World: Rodents 2. (HMW, Band 7) Lynx Edicions, Barcelona 2017, S. 791. ISBN 978-84-16728-04-6.
2. 1 2 3 4 5 6  D.C.D. Happold: Mus musculoides West African Pygmy Mouse In: Jonathan Kingdon, David Happold, Michael Hoffmann, Thomas Butynski, Meredith Happold und Jan Kalina (Hrsg.): Mammals of Africa Volume III. Rodents, Hares and Rabbits. Bloomsbury, London 2013, S. 486–487; ISBN 978-1-4081-2253-2.
3. 1 2 3 4 5  Mus (Nannomys) musculoides. In: Don E. Wilson, DeeAnn M. Reeder (Hrsg.): Mammal Species of the World. A taxonomic and geographic Reference. 2 Bände. 3. Auflage. Johns Hopkins University Press, Baltimore MD 2005, ISBN 0-8018-8221-4.
4. ↑  Eliurus antsingy in der Roten Liste gefährdeter Arten der IUCN 2016. Eingestellt von: R. Kennerley, 2016. Abgerufen am 20. Mai 2020.